# Strategy First
Strategy First — канадская компания из города Монреаль, издатель компьютерных игр.

## История
Strategy First была основана тремя дизайнерами настольных игр — Доном Макфэтриджем, Стивом Уоллом и Дейвом Хиллом, к которым позднее присоединился Ричард Терриен. Поскольку все четверо намеревались уделять особое внимание компьютерным стратегическим играм, компания получила свое имя — Strategy First («Стратегии прежде всего»).
К маю 2004 года Strategy First накопила долг свыше 5 млн долларов перед инвесторами и сотрудниками компании. Компания была вынуждена значительно сократить персонал — с 100 человек в трёх офисах до 16 с единственным офисом в Монреале, и подать заявку на банкротство 4 августа 2004 года. Из-за этого множество компаний-разработчиков, публиковавших свои игры через издательство Strategy First, не получили своих отчислений.
22 апреля 2005 находящуюся на стадии ликвидации компанию выкупила американская компания Silverstar Holdings, выплатив кредиторам 600 тыс. долларов наличными и 400 тыс. своими акциями.
Планировалось, что Strategy First будет нишевым издателем, в дополнение к другой новоприобретенной компании Silverstar Holdings — британской Empire Interactive. В апреле 2005 года Strategy First поглотила калифорнийскую студию Malfador Machinations. Президент студии Аарон Холл присоединился к управленческому составу Strategy First.
После экономического кризиса 2008 года в марте 2009 года Silverstar Holdings была удалена из листингов NASDAQ и подала заявку на банкротство.